# دیوید تومیک
دیوید تومیک (انگلیسی: David Tomić؛ زادهٔ ۹ فوریهٔ ۱۹۹۸) بازیکن فوتبال اهل آلمان است.